# Ö (латиница)
Ö, ö (O с умлаутом) — буква расширенной латиницы. Используется, например, в немецком, шведском, венгерском, финском, эстонском, турецком, туркменском, азербайджанском, исландском и казахском (латиница) алфавитах. В одних алфавитах стоит рядом с O, в других отправлена в конец. Обычно означает звук, средний между [o] и [e] ([œ]).
При передаче на русский в положении после согласных чаще всего передаётся русской буквой Ё, а в начале слов и после гласных — буквой Э.
Другое значение буква Ö имеет, например, в иногда встречающемся написании некоторых английских слов (coöperate, zoölogy): в этом случае точки являются знаком не умлаута, а трема, то есть указывают на раздельное чтение рядом стоящих гласных букв (которые иначе могли бы читаться по общим правилам как один звук). Ныне трема в английском употребляется крайне редко.

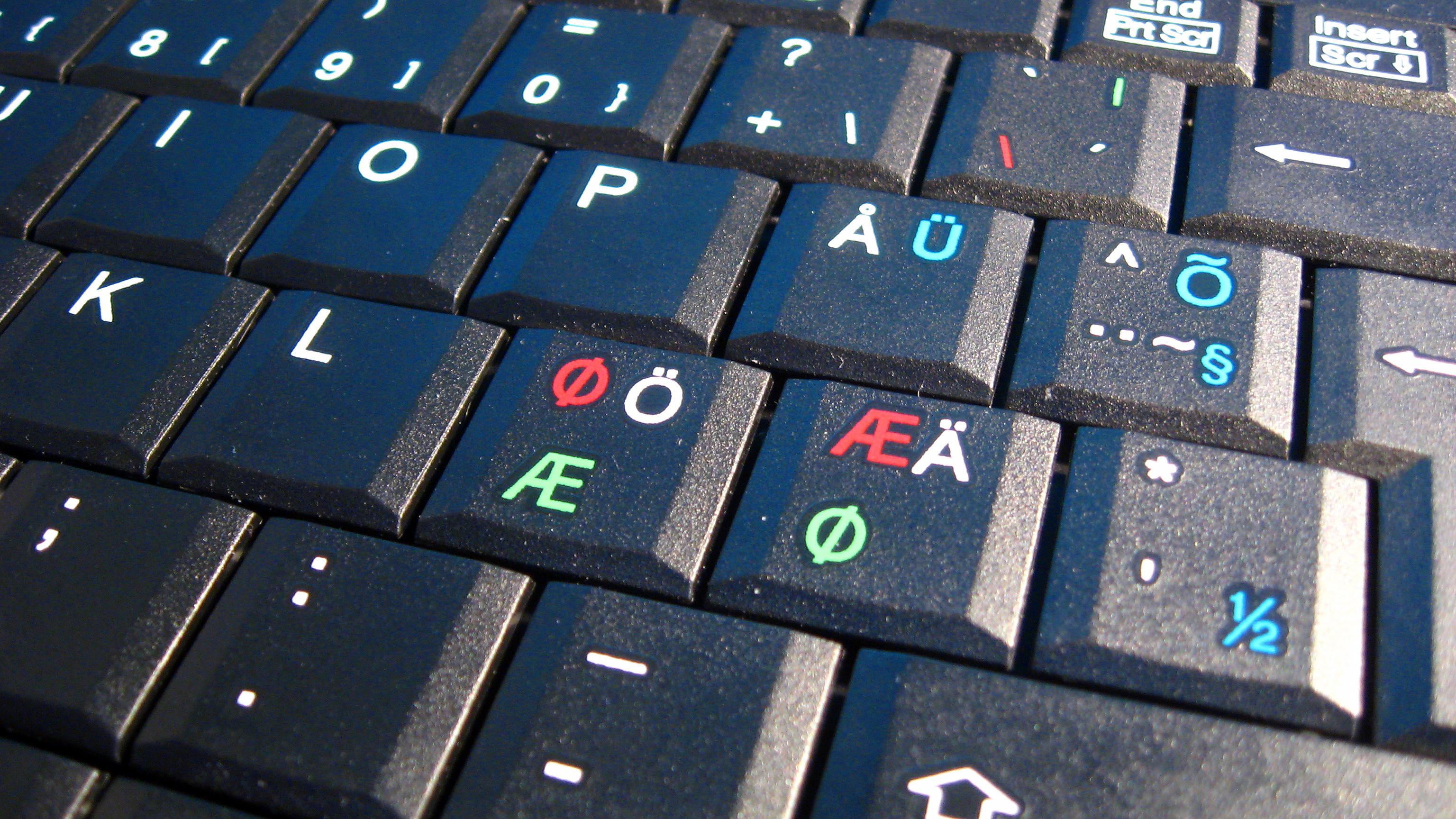
Клавиатура ноутбука со скандинавскими символами

При отсутствии знака Ö в доступном наборе символов он, как правило, заменяется диграфом oe. Если точки являются знаком тремы, то Ö заменяется простым O.
Для более точной фонетической передачи французского eu, немецкого Ö, скандинавского Ø (которые не подразумевают смягчения согласных) в начале XX века предлагалась транслитерация на русский язык при помощи буквы Ӭ.